# Théorème 90 de Hilbert
En théorie de Galois, le théorème 90 de Hilbert est une propriété algébrique d'énoncé simple et de grande portée par son interprétation homologique.
Ce théorème tire son nom de l'ouvrage paru en 1897, Zahlbericht (en), par David Hilbert, dans lequel il est énoncé, et démontré, comme théorème 90. Il a été ensuite généralisé par Emmy Noether.

## Énoncé
Théorème 90 de Hilbert — Considérant une extension cyclique de corps de nombres L/K, et g un générateur de son groupe de Galois G, un élément a de L est de norme 1 si, et seulement si, il est de la forme :
pour un certain élément b du corps L.
Cette propriété traduit en fait très exactement l'annulation du premier groupe de cohomologie galoisienne H1(G, L×).

## Démonstration
Premièrement, on montre la réciproque : Si {\displaystyle a={\frac {b}{\sigma (b)}},} alors {\displaystyle N(a)=N({\frac {b}{\sigma (b)}})}. Or, la norme est un endomorphisme du groupe multiplicatif {\displaystyle L^{\times }}. De plus, on a {\displaystyle N({\frac {1}{\sigma (b)}})=(N(\sigma (b)))^{-1}}. Enfin, {\displaystyle L} est une extension de Galois, donc elle est en particulier séparable, c'est-à-dire que la norme de {\displaystyle b} est le produit de ses conjugués, et il en est alors de même pour chacun de ses conjugués, en particulier {\displaystyle \sigma (b)}. On a donc {\displaystyle N(\sigma (b))=N(b)}, d'où {\displaystyle N({\frac {b}{\sigma (b)}})=N(b)\times (N(\sigma (b)))^{-1}=N(b)\times (N(b))^{-1}=1}, ce qui conclut.  
Pour montrer le sens direct, on suppose {\displaystyle Gal(L/K)=(\sigma )}, et {\displaystyle dim_{K}(L)=n}.  
Soit {\displaystyle {\begin{array}{ccccc}\varphi &:&L&\to &L\\&&x&\mapsto &x+a\sigma (x)+a\sigma (a)\sigma ^{2}(x)+\dots +a\sigma (a)\dots \sigma ^{n-2}(a)\sigma ^{n-1}(x)\\\end{array}}}. Par le théorème d'indépendance de Dedekind, notre application est non-nulle.  
On pose {\displaystyle b=\varphi (\theta )} {\displaystyle \neq 0} pour {\displaystyle \theta \in K}. Alors {\displaystyle a\sigma (b)=a\sigma (\theta )+a\sigma (a)\sigma ^{2}(\theta )+\dots +a\sigma (a)\dots \sigma ^{n-1}(a)\theta } par propriétés du morphisme {\displaystyle \sigma }. 
Or, {\displaystyle a\sigma (a)\dots \sigma ^{n-1}(a)\theta =\theta } d'après notre hypothèse de départ, on a donc, après réduction, {\displaystyle a\sigma (b)=b}, c'est-à-dire {\displaystyle a={\frac {b}{\sigma (b)}}}, ce qui conclut. 